# Оглядів
Огля́дів — село в Україні, у Шептицькому районі Львівської області. Населення становило 991 мешканець у 2020 році.

## Географія
Село розташоване на лівому березі каналу Майданського.

## Історія
Перша письмова згадка про село датується 1426 роком.

## Релігія
- церква Успіння Пресвятої Богородиці з Чудотворною ікона Пресвятої Богородиці з дитям Ісусом (1738, дерев'яна, пам'ятка архітектури національного значення),
- церква святого Михаїла (1802, дерев'яна, пам'ятка архітектури місцевого значення),
- Оглядівський Свято-Троїцький монастир

## Відомі люди
- Макітра Роман-Любомир Григорович (1931—2013) — український фізико-хімік, доктор хімічних наук; дійсний член НТШ.
- Офіцинський Роман Андрійович — український історик, доктор історичних наук.
- Парубочий Йосип Семенович (1933) — український радянський діяч, голова колгоспу. Депутат Верховної Ради УРСР 10—11-го скликань, лауреат Шевченківської премії 1986 року, заслужений агроном УРСР.
- Турянський Осип Васильович (1880—1933) — український письменник і літературний критик, учитель середніх шкіл Галичини
- Купчинський Євген Іванович,1867 року народження — організатор українського національного громадського і культурного життя у Галичині, композитор, священик.
- Купчинський Тадей Іванович (1879—1938) — український музично-громадський діяч, хоровий диригент.
- Юрій-Богдан Романович Шухевич (нар. 1933) — український політичний діяч, член Української Гельсінкської Групи, політичний в'язень у 1948—1956, 1958—1968, 1972—1988 роках, Герой України. Син Героя України Романа Шухевича. У 1990-х роках — організатор і голова УНА-УНСО.